# جايتانو بريشي
غايتانو بريشي (النطق الإيطالي: ‎[ɡaeˈtano ˈbreʃʃi]‏; 10 نوفمبر 1869 – 22 مايو 1901) أناركي إيطالي قام باغتيال الملك الإيطالي أومبيرتو الأول. يعتبر بريشي أول أوروبي قتل الملك ولا يتم إعدامه، حيث تم إلغاء عقوبة الإعدام في إيطاليا منذ عام 1889.

## التشدد
وُلد بريشي بالقرب من براتو في توسكانا وهاجر من إيطاليا إلى الولايات المتحدة، وعمل كحائك في باترسون في نيو جيرسي التي كان بها مجتمعاً إيطالياً-أمريكياً كبيراً. انضم وأصبح فيما بعد عضواً قيادياً لمجموعة سياسية إيطالية تسمى "Gruppo diritti all'esistenza" (جماعة حق الوجود). كان أحد مؤسسي La Questione Sociale، الجريدة الأناركية الناطقة بالإيطالية في باترسون.
في عام 1898 أدى ارتفاع أسعار الخبز إلى مظاهرات في جميع أنحاء إيطاليا. في ميلان اتجه حشد أعزل من المتظاهرين في مسيرة نحو القصرالذي كان محاطاً بقوى عسكرية تحت قيادة الجنرال فيورينزو بافا-بيكاريس. عندما تجاهل الحشد أمر التفرق عندها أعطى الجنرال إشارة إطلاق النار بالبنادق والمدافع، مما أدى إلى مذبحة بين المتظاهرين راح ضحيتها أكثر من 90 شخصاً.

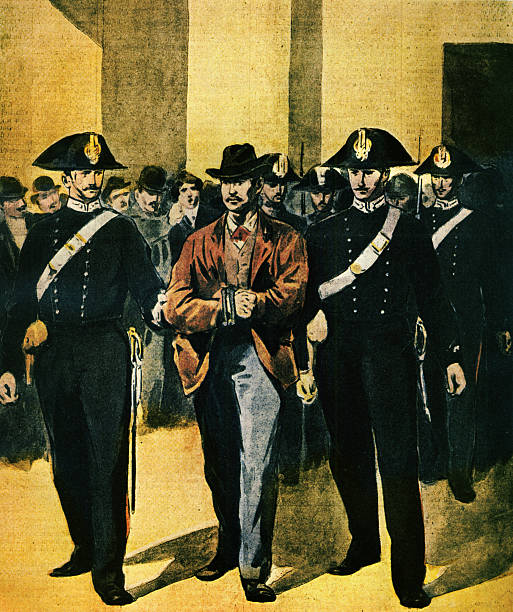
جايتانو بريشي أثناء محاكمته

## الاغتيال
أثنى الملك أمبرتو لاحقاً على بافا-بيكاريس ومدح "شجاعته في الدفاع عن البيت الملكي"، الأمر الذي جعل بريشي مصمماً على قتل الملك، فاسترد بريشي قرضه للجريدة (دون أن يخبر رفاقه السبب)  وذهب بالمال إلى إيطاليا، وخلال زيارة الملك لمونزا في 29 يوليو 1900 أطلق بريشي النار على الملك 4 مرات من مسدس عيار .32. أقيم النصب التذكاري كابيلا إسبياتوريا في الموقع الذي اغتيل فيه الملك.

## المحاكمة والموت
تم القبض على بريشي وعرض للمحاكمة، حيث كان يدافع عنه المحامي الأناركي فرانشيسكو سافيريو ميرلينو. لعدم وجود عقوبة الإعدام في إيطاليا آنذاك حكم عليه في ميلانو في 29 أغسطس عام 1900 بالأشغال الشاقة مدى الحياة في جزيرة سانتو ستيفانو بالقرب من فينتوتيني، حيث تم إرسال العديد من الفوضويين على مر السنين. بعد أقل من عام في 22 مايو عام 1901 عُثر عليه ميتاً في السجن في سن الـ31. ليس من الواضح ما إذا كان انتحر كما تم الإعلان رسمياً أو قتل من قبل حراسه.

## في الثقافة الشعبية
تم عرض حياة بريشي وموته من خلال سردها على لسان أحر المسافرين على متن حافلة لمسافر آخر في فيلم باترسون ‏.

## تراث
- خصصت مدينة كارارا نصب من الرخام لبريشي.
- قامت مدينة براتو بإطلاق اسمه على أحد الشوارع عام 1976.

## وصلات خارجية
- Gaetano Bresci Page in the Anarchist Encyclopedia